# Йольский кот
Йольский Кот (исл. Jólakötturinn) — исландский мифологический персонаж, чудовищный чёрный кот величиной с быка, живущий в горах Исландии.

## Описание
История о страшном чёрном коте, живущем в горах, была впервые записана в XIX веке. Согласно фольклорным данным, Йольский Кот живёт в одной пещере с великаншей-людоедкой Грилой, похитительницей непослушных и капризных детей, с её мужем Леппалуди (Leppalúði), лентяем и вечным лежебокой, и их сыновьями Йоласвейнарами (исландскими Дед Морозами). Заходит в селения и бродит по ночам во время Йоля (Святок), нападает и съедает тех, кто не обзавёлся к Святкам какой-нибудь шерстяной обновкой. По более поздней версии — Йольский Кот похищает только праздничное угощение. О тех, кто всё же остался без новой одежды, в Исландии говорят: «он надел на себя йольского/рождественского кота» (hann fór í jólaköttinn), то есть навлёк на себя проблемы.

## Происхождение образа
Происхождение мифологического образа связывается с реалиями исландского быта и хозяйства, в котором овцеводство занимало важное место: производство грубого сукна из овечьей шерсти — вадмауля (vaðmál) являлось семейным промыслом: после осенней стрижки овец за обработку шерсти принимались все члены семьи — и стар, и млад. Как правило, работа завершалась как раз к Святкам, когда в Исландии проходили торги. Из сукна домашней выделки также делалась зимняя одежда для нуждающихся в ней домашних, особенно для подросших детей, и, согласно обычаю, для каждого члена семьи изготавливались небольшие вязаные вещи — носки и варежки. Таким образом, тот, кто усердно трудился до Святок, получал обновку, а ленивые, не успев к торгам, оказывались в невыгодном положении. Чтобы стимулировать детей к труду, родители и пугали их посещением страшного Йольского Кота.